# Koralltorvlav
Koralltorvlav (Placynthiella icmalea) är en lavart som först beskrevs av Erik Acharius, och fick sitt nu gällande namn av Coppins & P. James. Koralltorvlav ingår i släktet Placynthiella och familjen Trapeliaceae.  Arten är reproducerande i Sverige. Inga underarter finns listade i Catalogue of Life.